# Caio Riela
Luís Carlos Repiso Riela ComMM (Uruguaiana, 8 de novembro de 1958), mais conhecido como Caio Riela, é um advogado e político brasileiro filiado ao Partido Trabalhista Brasileiro (PTB). Pelo Rio Grande do Sul, foi deputado federal e estadual por dois mandatos. Foi também prefeito de Uruguaiana.
Nas eleições de 1994 foi eleito deputado estadual à Assembleia Legislativa do Rio Grande do Sul na 49ª legislatura (1995 — 1999). Foi deputado federal de 1999 a 2000.
Em 2000, ainda como deputado federal, Riela foi admitido pelo presidente Fernando Henrique Cardoso à Ordem do Mérito Militar no grau de Comendador especial.